# Emulsiones altamente concentradas
Emulsiones altamente concentradas (HIPE, por sus siglas en inglés)
En términos generales, una emulsión se considera, un tipo de sistema disperso constituido por la homogeneización o dispersión de dos o más fluidos  no miscibles o fases líquidas, en el que una de estas fases se encuentra distribuida de forma discontinua en el seno de la otra, denominándose fase dispersa y fase continua, respectivamente. En las HIPE una de las fases suele ser agua o una disolución acuosa, y la otra sustancia o disolución orgánica. La mayor parte de las propiedades de las emulsiones, tales como estabilidad, viscosidad, etc., dependen del tamaño de gota y de la distribución de tamaños de estas, que abarca un intervalo bastante amplio, desde unos 10 nm hasta casi los 1000 µm, aunque lo normal es que esté comprendido entre 1 y 100 µm. Su característica definitoria es una proporción de volumen de fase (f) dispersa de 0,74 que es la densidad máxima de empaquetamiento de esferas monodispersas, o mayor (es decir, al menos el 74% del volumen de la emulsión se compone de gotas) aunque Lissant define este mínimo como 0.70. Este valor de f representa la relación de volumen máxima de esferas no deformables uniformes cuando se empaqueta de la manera más eficiente. La estructura de la fase dispersa consiste en gotas poliédricas y polidispersas separadas entre sí por una película fina de fase continua estabilizada por diversos tipos de sustancias anfifílicas (por ej.  Surfactantes). 
PolyHIPE
Si algunas fases de una HIPE está compuesta por monómeros, entonces la emulsión se puede polimerizar para preparar materiales poliméricos. Actualmente una de las aplicaciones más interesantes de este tipo de emulsiones es como plantillas para preparación de materiales sólidos con porosidad interconectada y diferentes grados de jerarquía. El proceso consiste en polimerizar la fase continua o externa de la emulsión y posteriormente remover la fase dispersa.